# CFF Ee 3/3 IV
Les Ee 3/3IV sont des locomotives électriques de manœuvre utilisées par les CFF.

## Histoire
Ces locomotives ont été commandées en 1961 et livrées dès 1962. Des constructeurs SLM, SAAS, ABB, elles ont une puissance de 900 kW pour une vitesse maximum de 60 km/h et un poids de 48 tonnes. Un plan de modernisation est établi au tout début 90, les machines sont renumérotées Ee 934.
Ces locomotives de manœuvres (10) étaient destinées aux gares de Genève et de Chiasso, car elles possédaient quatre systèmes de tensions électriques: 15kV-16 2/3 Hz (CFF), 25kV-50 Hz et 1500 V CC (SNCF) et enfin 3000 V CC (FS). Les moteurs étaient alimentés en Courant continu (CC) quel que soit le courant des Caténaires.
À la suite du changement du type de courant à Genève et Bâle par la SNCF (25kV, 50 Hz au lieu du 1500V CC), les CFF ont mis en service des Am 843.

## Préservations
- Ee 934 555-4 préservée par l'Association pour la Préservation du Matériel Ferroviaire Savoyard (APMFS) de Chambéry
- Ee 934 556-2 préservée par l'Association pour la Préservation du Matériel Ferroviaire Savoyard (APMFS) de Chambéry
- Ee 934 553-9 préservée par l'Association pour la Préservation du Matériel Ferroviaire Savoyard (APMFS) de Chambéry